# キユーピー3分クッキング
『キユーピー3分クッキング』（キューピーさんぷんクッキング）は、CBCテレビと日本テレビの制作により、1962年12月3日からTBS系列局の一部、および1963年1月21日から日本テレビ系列局の一部で、それぞれ放送されている長寿料理番組かつミニ番組である。キユーピーの一社提供。通称は「3分クッキング」。
本項目では、
- 中部日本放送・CBCテレビ制作分を「CBCテレビ版」
- 日本テレビ制作分を「日本テレビ版」
- 特記ない場合、元日（1月1日）を除く国民の祝日や振替休日を含む、月曜日から金曜日を「平日」
- 読売中京FSホールディングスを「FYCS」

と表記する。

## 概要
2025年（令和7年）現在、CBCテレビ（分社化前は中部日本放送(CBC)）と日本テレビ（NTV・日テレ）が制作局（キー局）としてそれぞれ異なる内容で制作し、主に各県域（または広域）先発局を通じ、放送する局の属するネットワーク系列に沿っていずれか一方を放送していることから、企画ネット番組に分類される。2種類となった理由は、民放テレビ黎明期（系列地方局が少なく、放送ネットワークが未発達であった）、キユーピーがCBCテレビ・日本テレビの両局に番組の企画を持ち込んだことによる。多くの地域では当該地区で最初に開局した局で放送されており、その大半はラテ兼営である。ただし、途中で系列局が変わった場合は、新規系列局に放映権が移行することがあった。
かつては、放送ネットワークの未整備や地域により入手できる食材に差があることから、北海道の北海道放送（HBC）、宮城県の東北放送（tbc）、福岡県の九州朝日放送（KBC）、沖縄県の琉球放送（RBC）といった一部の地方局でも、それぞれ独自の内容で番組が制作されており、その後、放送ネットワークや流通網の発達により、CBCテレビ版と日本テレビ版の2種類に集約された。
長寿番組という事情により、同一エリアで最初に開局した民放テレビ局で放映されている地域が大半を占めている。なお、佐賀県では同県内唯一の民放テレビ局であるサガテレビ（フジテレビ系列）はCBCテレビ版・日本テレビ版ともに放送していないが、隣県（福岡県）の日本テレビ系列局で日本テレビ版を放送している福岡放送がスピルオーバーやケーブルテレビの区域外再放送によって視聴出来るため、事実上全ての都道府県でCBCテレビ版と日本テレビ版のいずれかを視聴することができる。また、一部でエリア外へのスピルオーバー。
やケーブルテレビの区域外再放送。
によってCBCテレビ版・日本テレビ版の両方を視聴できる地域も存在する
2017年（平成29年）1月にスポンサーである「キユーピー」の社名ロゴタイプが英語の「kewpie」へ変更されたが、CBCテレビ版・日本テレビ版ともに番組ロゴは（そもそも、共に同時点で番組ロゴに「キユーピー」社名ロゴを使っていなかったため）変更されていない。

### タイトルの由来
番組名で“3分クッキング”と謳っているが、現在の実際の放送時間は放送枠単位で10分間である。これは、放送開始当時は5分間枠番組で実際の内容部分が3分間だったことが由来となっている。なお、『3分で出来るぐらい簡単な料理』という意味が込められているという説もあったが誤りである。番組当初のコンセプトは、「天気予報のように料理のヒントを毎日お伝えする番組を作って、お役に立ちたい」。「料理は毎日のことなので、週1回の放送では意味がない。たとえ短時間でもいいから、献立のヒントを毎日放送しよう」と考え、5分番組（正味3分）でスタートした。そのため、あらかじめ茹でたり、焼いたりなどの下ごしらえがされている食材が出てくることも多く、番組に登場した料理で実際に3分で作れる物は少ない。このことから、バラエティ番組のパロディで『実際に3分以内で出来る』をテーマにした企画が放送されたこともある。なお、放送時間が10分に拡大された現在でもこのネーミングが使用されている。

## CBCテレビ版
1962年12月3日放送開始(1970年3月30日放送分からカラー化)。制作は同日より2014年3月31日まで中部日本放送（CBC）が行っていたが、2014年4月1日に同社の放送持株会社移行に伴い、2013年5月10日に先行して分割準備会社として設立されていた同社の子会社・CBCテレビにバトンタッチした。ちなみにキユーピー創業者の中島董一郎はCBCの本社がある愛知県の出身である。また、CBCの放送エリア内に工場も所在していた（愛知県豊田市の挙母工場。2023年12月に閉鎖）。
2022年12月3日放送分の週で満60周年を迎えた。前身は開局直後の1957年に始まった『今晩の家庭料理』。国内で放送されている民間放送の番組の中では、毎日放送の『皇室アルバム』、沖縄テレビの『郷土劇場』に次いで3位にランクされる長寿番組でもある。2012年現在の視聴率は3 - 4%ほど（ビデオリサーチ調べ、名古屋地区・世帯・リアルタイム）。

### 放送時間（CBC版）
- 月曜 - 金曜：11:20 - 11:30[† 6]
- 土曜：11:30 - 11:40[† 7]

※年末年始（12月30日 - 1月3日）は休止となる。さらにJNN緊急報道特番やスポーツ中継（五輪・世界陸上・アジア大会など）がある時も当番組が休止される場合がある（ただしJNN緊急報道特番により休止された当該日放送予定分はCBCテレビの当番組サイトで動画配信）。その場合は「ひるおび・午前」のローカル枠の1枠目を行使しない（通常時「午前」を11:30飛び乗りとする局では臨時にフルネットとする）場合がある（土曜版が休止の場合、通常は午前・午後いずれか一方のみネットされている「王様のブランチ」の第1部または第2部で非ネットとしているほうも臨時ネットしたり、第1部でのローカル枠での差し替えを行使しない場合あり）。
番組開始時から1980年までは、宮本三郎（宮本和秀の父）とアシスタントの多田明子が担当していた。しかしながら、体調不良で降板後は息子である和秀が担当することになった。その際、29歳だった和秀はフランスで修行中だったものの、父が守った番組ということで即断したという。その後、2009年3月28日放送までは、宮本和秀・斉藤君江・まきまさ美が週替わりで平日を担当し、三宅隆二が土曜のみの担当だったが、同年3月30日放送から2010年6月26日放送までは、4人の講師が週替わりで月曜から土曜まで1週間通して出演していた。2010年6月28日放送以降は、宮本・斉藤・三宅が平日を担当、同年7月3日放送より毎週土曜日は、今泉久美が担当することになった。またアシスタントは、2009年3月28日放送まで毎週土曜を担当の神尾純子がCBC事業局への異動に伴い本番組を卒業したため、平日のみ出演していた加藤由香が斉藤・三宅・まきが出演する週の月 - 土曜を担当。2009年4月からは、宮本が出演する週の月 - 土曜の番組アシスタントを氏田朋子が務めた。2010年7月3日放送から氏田が土曜のアシスタントとして毎週出演し、加藤は斉藤・三宅が出演する週の平日を担当した。
なお、レギュラー講師のまきまさ美は、出産準備のため、2010年4月26日放送から出演できなくなった。この間の代役として、母で料理研究家の牧弘美（1995年から12年間、日本テレビ版でレギュラー講師を務めていた）が担当する事になったが、同年5月29日放送以降は出演していない。

### 初代講師・宮本三郎
1962年12月の番組開始からCBCテレビ版（1972年4月 - 1978年9月の日本テレビ版のレギュラー講師も含む）で講師を担当していた宮本三郎は、体調不良のため1980年5月末で番組を降板。1980年11月10日午前0時57分、胃潰瘍のため、愛知県長久手市（旧・愛知県愛知郡長久手町）の愛知医科大学付属病院で死去した。享年68。告別式は1980年11月19日、愛知県名古屋市千種区の覚王山日泰寺普門閣にて「宮本クッキング会社葬」として営まれた。喪主は和秀が務めた。
なお宮本父子は、父親の三郎が1972年4月 - 1978年9月の6年半、息子の和秀が1988年4月 - 1991年3月までの3年間、親子二代で日本テレビ版にてレギュラー講師を務めていた。

### 番組の特徴（CBC版）
- 番組開始当初はタイトル通り3分間の生放送番組だった。そのため、撮影中にハプニングが起こってもアドリブで対処するということもあった[† 10]。後に放送時間が10分に伸び、収録番組になっても、録って出し方式で製作されている。なお、時間短縮のためにあらかじめ作る機会が多く、助手6人がスタジオの外で下ごしらえしている。宮本和秀いわく、（この方法が）自然体で紹介できるのだという[13]。また制作した料理は出演者・スタッフが収録終了後に食べている。
- 流行を追わずに家庭料理の紹介に徹している。かつ単身・核家族とライフスタイルの変化が生じている中でも「食卓を囲むことが家族の絆を育む」という理由で敢えて4人前での紹介になっている（2022年からは2人前[15]）。また高級食材を使わず、調味料もキユーピー製品以外は砂糖・塩・醤油といった基本的なものだけにすることが多い[13]。
- 当初土曜の放送は無かった（金曜日の場合は「お菓子」を紹介、さらに月1回の割合（原則最終金曜）で「酒の肴」を紹介していた）。土曜日も放送されるようになった時期は1986年から（当時は『キユーピーホリデークッキング』という番組名で、ロケやアウトドアセットも使用して、休日を盛り上げる料理を提案していた）、平日と同じタイトルに統一されたのは1987年10月からで、当時は「お菓子」がテーマ。2004年10月から現行の「おもてなし料理」となっているが、「お菓子」のメニューは、現在も土曜に紹介している。
- 東北地方太平洋沖地震（東日本大震災）発生時には、公式サイト上で火・水・包丁を使わない料理の紹介を行っていた[13]。
- TBSテレビ/JNN系のシンボルマーク・ジ〜ンを、制作局クレジットにて2011年4月1日から2020年3月31日（同日付で廃止）まで使用していた。

### 出演者（CBC版）
2022年4月より、1人の講師が月曜～土曜まで通しで担当するようになった。
講師
- 宮本和秀（1980年より）
- Kanako（2024年4月29日より）
- きじまりゅうた（2019年4月2日より）
- 高井英克（2022年4月25日より）
- こてらみや（2018年1月6日より）

アシスタント
いずれも出演当時はCBCテレビ（持株会社化以前の中部日本放送を含む）アナウンサー。
- 山内彩加（2019年4月8日より女性講師出演日を担当、2019年4月22日からは宮本和秀の出演日も担当、2025年3月より休演中）
- 古川枝里子（2021年1月9日より土曜のみ女性講師出演日を担当、同年5月10日よりきじまりゅうたの出演日を担当）
- 夏目みな美（2024年12月2日より宮本和秀の出演日を担当、2025年3月より山内の代演を担当）

過去に出演したアシスタント
- 多田明子
- 颯田圭子
- 神尾純子
- 氏田朋子（2009年4月27日 - 2014年6月28日）
- 加藤由香（2005年7月4日 - 2017年12月22日）
- 江田亮（2014年6月30日 - 2019年3月30日）
- 南部志穂（2021年4月30日 - 2024年11月2日）

### 過去に出演した講師（2000年以降に出演した講師）
☆印は故人。
- 上平喜美江（1987年4月 - 1991年3月）[† 11]
- ☆城戸崎愛（1988年10月 - 1991年3月）[† 12]
- 吉田菊次郎（1995年10月 - 1997年9月、2001年1月 - 2004年9月）土曜・「お菓子」講師
- 葛西麗子（1997年10月 - 2000年12月）土曜・「お菓子」講師[† 13]
- ☆枝元なほみ（1998年4月 - 2000年12月）
- ☆土井信子（1999年1月 - 2000年6月）
- 山本麗子（2000年2月 - 2002年9月、2004年10月 - 2006年3月）[† 14]
- 渡辺あきこ（2000年7月 - 2001年9月）
- 中川一恵（2001年10月 - 2004年9月）
- 高城順子（2002年10月 - 2006年9月）
- まきまさ美（2006年10月 - 2010年6月、2013年10月5日 - 2024年3月23日）[† 15][† 16]
- 今泉久美（2010年7月 - 2013年9月）
- 斉藤君江（2004年4月 - 2017年12月）
- 三宅隆二（2006年4月 - 2022年3月31日）

ほか

### スタッフ（CBC版）
- 技術：南條行博
- VE：加藤弘明、森宮肇、川原竜、内山康輔、臼井一博
- カメラ：八嶋信平、柘植直久、白木翔、高羅裕
- オーディオ：杉英行、中村哲夫、中村寛志、鈴木圭一
- 照明：衣川敏彰、東出、梶正義、寺田吉宏、鈴木結子、林良樹
- 美術：中井沙知
- 大道具：第一舞台
- 衣装：ドゥーエイト
- コーディネイト：井川雅美
- デスク：阪野亜矢子
- ディレクター：伊藤梨恵、谷水真二、上払二光
- プロデューサー：岩佐芳弘

### テーマ曲（CBC版）
テーマ曲は、1974年4月（10分枠になった事を機にオープニングが作られた）から1998年3月末（北海道放送がCBC版に編入される前）までは「恋とはどんなものかしら」（モーツァルト作曲の歌劇“フィガロの結婚”より）のオルガン演奏バージョンが使用された。
1998年4月からCBCと日本テレビ版の全国2局体制になった後はイェッセル作曲「おもちゃの兵隊の観兵式」（おもちゃの兵隊のマーチ）を起用し曲が統一された。エンディングは同曲の別アレンジ版（これも日本テレビ版と同じ）になっている。これに伴い、オープニングとエンディングの背景映像についても全面刷新した。

### ネット局（CBC版）
JNN系列局で放送。ただし、同一放送圏内のNNN・NNS系列局で日本テレビ版を放送している地域では放送しない。
| 放送対象地域 | 放送局                          | 放送時間      | 放送時間      | 備考                                        |
| 放送対象地域 | 放送局                          | 平日          | 土曜          | 備考                                        |
| ------------ | ------------------------------- | ------------- | ------------- | ------------------------------------------- |
| 中京広域圏   | 中部日本放送 → CBCテレビ（CBC） | 11:20 - 11:30 | 11:30 - 11:40 | 制作局                                      |
| 中京広域圏   | 中部日本放送 → CBCテレビ（CBC） | 11:20 - 11:30 | 11:30 - 11:40 | [ † 19 ] [ † 20 ] [ † 21 ]                  |
| 北海道       | 北海道放送（HBC）               | 11:20 - 11:30 | 11:35 - 11:45 | [ † 22 ] [ † 7 ] [ † 23 ] [ † 24 ] [ † 25 ] |
| 岩手県       | 岩手放送 → IBC岩手放送（IBC）   | 11:20 - 11:30 | 11:30 - 11:40 | [ † 27 ]                                    |
| 宮城県       | 東北放送（TBC → tbc）           | 11:20 - 11:30 | 12:00 - 12:10 | [ † 28 ]                                    |
| 福島県       | テレビユー福島（TUF）           | 11:20 - 11:30 | 12:00 - 12:10 | [ † 7 ] [ † 29 ]                            |
| 新潟県       | 新潟放送（BSN）                 | 11:20 - 11:30 | 12:00 - 12:10 | [ † 7 ] [ † 22 ] [ † 30 ] [ † 31 ]          |
| 長野県       | 信越放送（SBC）                 | 11:20 - 11:30 | 12:00 - 12:10 | [ † 7 ] [ † 32 ] [ † 19 ]                   |
| 静岡県       | 静岡放送（SBS）                 | 11:20 - 11:30 | 12:00 - 12:10 | [ † 22 ] [ † 7 ] [ † 33 ] [ † 34 ]          |
| 石川県       | 北陸放送（MRO）                 | 11:20 - 11:30 | 12:00 - 12:10 | [ † 19 ] [ † 7 ] [ † 35 ]                   |
| 熊本県       | 熊本放送（RKK）                 | 11:20 - 11:30 | 12:00 - 12:10 | [ † 7 ] [ † 36 ] [ † 37 ]                   |
| 大分県       | 大分放送（OBS）                 | 11:20 - 11:30 | 11:30 - 11:40 | [ † 38 ]                                    |
| 宮崎県       | 宮崎放送（MRT）                 | 11:20 - 11:30 | 12:00 - 12:10 | [ † 7 ] [ † 39 ]                            |
| 沖縄県       | 琉球放送（RBC）                 | 11:20 - 11:30 | 11:30 - 11:40 | [ † 32 ]                                    |

- 2023年10月以降、平日はIBC岩手放送・東北放送・静岡放送・北陸放送・熊本放送・大分放送・宮崎放送（木曜は北海道放送、金曜は新潟放送も含む）を除き、『ひるおび!・午前』のローカル枠の1枠目（11:20 - 11:30）の差し替えを行使して放送する。
- なお、一部ネット局の電子番組表（EPG）では「3分クッキング」のみの表示となる。

#### 過去のネット局（CBC版）
| 放送対象地域 | 放送局            | 現在の系列     | 備考 |
| ------------ | ----------------- | -------------- | --- |
| 福島県       | 福島テレビ（FTV） | フジテレビ系列 | 1974年 から1983年12月28日まで 1984年1月5日からテレビユー福島へ放映権移行 1983年3月まではTBS系列とのクロスネット局 |

## 日本テレビ版
1963年（昭和38年）1月21日放映開始。制作は日本テレビ（NTV、日テレ）。
1968年4月1日放送分からカラー化。
2023年（令和5年）1月21日放送分の週で満60周年を迎えた。現在日本テレビで放送されているレギュラー番組（不定期放送番組以外）では最も長い。

### 放送時間（日テレ版）
（キー局・日本テレビの場合）
| 期間       | 期間       | 放送時間（日本時間）      |
| ---------- | ---------- | ------------------------- |
| 1963.1.21  | 1969.10.17 | 月曜 - 土曜 11:50 - 11:55 |
| 1969.10.20 | 1993.4.3   | 月曜 - 土曜 11:45 - 11:55 |
| 1993.4.5   | 2007.9.29  | 月曜 - 土曜 11:50 - 12:00 |
| 2007.10.1  | 現在       | 月曜 - 土曜 11:45 - 11:55 |

放送時間は特別番組などで変更される場合があり、正月三が日は新春特別番組ならびに箱根駅伝中継により休止となる。
なお、2009年3月30日から2010年3月26日まで『ラジかるッ』と『おもいッきりイイ!!テレビ』を統合した情報番組『おもいッきりDON!』（2009年10月5日からの『おもいッきりPON!』も含む）（月曜 - 金曜10:25 - 11:25・11:55 - 13:55）が放送されていたのに伴い、日本テレビでは月曜 - 金曜、福岡放送では月曜 - 木曜に限って中断番組として放送されていた。2021年4月3日から2023年9月30日までの土曜は、情報番組『ゼロイチ』が開始したため、日本テレビのみ中断番組として放送していた。

### 出演者（日テレ版）

#### 講師
現在
- 小林まさみ（2014年4月14日 - ）
- ワタナベマキ（2021年4月5日 - ）[19]
- 近藤幸子[† 45]（2022年4月4日 - ）
- 今井亮[† 46]（2022年6月27日 - ）
- 大原千鶴[† 47]（2023年4月24日 - ）

土曜は1か月ごと（2ヶ月ごとの場合もある）に変わる。また、クリスマスから年末の期間は、それぞれに関係した料理を紹介するため、曜日に関わらず、上記以外の講師が担当する場合がある。
レギュラー講師降板後に、単発で出演する講師もいる（2016年4月と9月の土曜を担当した牧弘美や2023年3月・4月の土曜を担当した石原洋子など）。
過去（1963年1月 - 2003年3月）
☆印は故人。
- ☆赤堀全子（1963年1月 - 1967年3月）[3]
- ☆岡松喜与子（1963年1月 - 1967年3月）
- ☆堀江泰子（1967年4月 - 1972年3月）[20]
- ☆滝口操（1967年4月 - 1972年3月[21]、1974年4月 - 1975年3月（土曜・「アイデア料理」講師）[22]、1975年4月 - 1977年3月[23]、1982年4月 - 1984年3月[24]、1987年10月 - 1992年4月、[25] 1994年12月26日・27日・28日・29日・30日・31日（《番組特集》「おせちの準備」講師（特別出演））[26]
- ☆宮本三郎（1972年4月 - 1978年9月）[27][28]
- ☆山口愛子（1972年4月 - 1975年3月）[27][29]
- ☆赤堀千恵美（1973年4月 - 1976年3月）[30]
- 森山サチ子（1975年4月 - 1977年3月）土曜・「お菓子」講師[23]
- ☆望月澄江（1976年4月 - 1978年9月）[31]
- ☆中川紀子（1977年4月　- 1979年9月[32]、1986年4月 - 1988年4月）[33]
- ☆中城裕美（1977年4月 - 1983年3月（土曜・「お菓子」講師）[34]、1993年4月 - 9月（隔週土曜・「お菓子」講師）[35]）
- ☆久松育子（1978年10月 - 1981年3月[36]、1991年12月23日・24日・25日・26日・27日・28日（《番組特集》「お正月料理特集」講師））[37]
- ☆鈴木登紀子（1979年4月 - 1980年9月）隔週土曜・「酒の肴」講師[38]
- 上平喜美江（1979年10月 - 1982年4月）[39]
- 江上栄子（1981年4月 - 1985年3月[40]、1988年8月6日・13日・20日・27日（《番組特集》「学校給食のメニューから」講師）[41]、1989年10月 - 1992年10月[42]、1995年4月 - 1996年3月（隔週土曜・「”トライ!シリーズ“」講師））[43]
- 葛西麗子（1983年4月 - 1988年4月）土曜・「お菓子」講師[44]
- 麻生鈴子（1984年4月 - 1985年3月）[45]
- ☆清水信子（1984年12月17日・18日・19日・20日・21日《お正月特集》講師[46]、1993年12月20日・21日・22日・23日・24日・25日「おせち料理特集」講師[47]
- ☆志の島忠（1984年12月29日・31日）《お正月特集》「お祝いのしかた」(1)(2)講師[48]
- 堀江ひろ子（1985年4月 - 1989年9月[49]、1996年4月 - 1999年4月）[50]
- ☆村上昭子（1985年4月 - 1987年9月[51]、1993年4月 - 1994年3月（隔週土曜・「〇〇で晩ごはん」講師））[52]
- 鮫島正樹（1986年8月2日・9日・16日（《夏休みお菓子レッスン》講師）[53]、1989年8月 - 9月（土曜・「お菓子」講師）[54]、1994年4月 - 1995年3月（隔週土曜・「定番洋食メニュー」講師）[55]、2007年2月 - 3月（土曜・講師））
- 宮本和秀（1988年4月 - 1991年3月）[56]
- 堀澤康明（1988年4月 - 7月[57]、1989年2月 - 3月[58]、1993年12月 - 1994年3月[59]）土曜・「お菓子」講師
- 酒見フジコ（1988年9月 - 11月）土曜・「酒見フジコのこだわりメニュー」講師[60]
- 林繁和（1988年12月　- 1989年1月）土曜・「お菓子」講師」[61]
- ☆中村史（1989年4月 - 7月（土曜・「お菓子」講師[62]）、1991年8月3日・10日・17日・24日・31日（毎週土曜・《夏休みアメリカ菓子特集》講師）[63]、1996年8月 - 9月（隔週土曜・「お菓子講師」）[64]、2004年2月 - 3月（土曜・講師））
- 三田梅子（1989年10月　- 1992年5月）土曜・「お菓子」講師[65]
- 河野雅子（1991年4月 - 1995年3月）[66]
- 上村泰子（1992年4月 - 1994年5月）[67]
- 山本麗子（1992年6月 - 11月（土曜・「お菓子」講師）[68]、1994年4月 - 1994年9月（隔週土曜・「お菓子」講師）[69]、1996年10月 - 1997年3月（隔週土曜・「週末はみんなで!」講師））[70]
- 田口道子（1992年10月　- 1996年3月）[71]
- 八木橋英樹（1992年12月 - 1993年1月）土曜・「お菓子」講師[72]
- 斎藤芳子（1993年2月 - 3月）土曜・「お菓子」講師[73]
- 赤羽康子（1993年10月 - 11月）隔週土曜・「お菓子」講師[74]
- 藤田雅子（1994年6月 - 2000年3月）[75]
- 合田和代（1994年10月 - 1995年9月）土曜・「お菓子」講師[76]
- 牧弘美（1995年4月 - 2007年3月）
- 島津睦子（1995年10月 - 1996年7月）土曜・「お菓子」講師[77]
- 北村光世（1996年4月 - 1996年9月（隔週土曜・「週末はみんなで!」講師）[78]、2001年10月 - 2002年3月（隔週土曜・「週末はイタリアン マンマの味」講師））[79]
- ☆加藤久美子（1996年10月 - 1998年5月[80]、1998年10月 - 1999年3月）[81] 土曜・「お菓子｣講師
- 有元葉子（1996年12月25日・26日・27日・28日・30日・31日）《番組特集》「おせち料理」講師[82]
- ☆渡辺誠（1997年4月 - 9月（隔週土曜・「週末はみんなで!」講師）[83]、1998年10月 - 1999年3月（隔週土曜・「週末はみんなで!」講師）[84]、1999年12月20日・21日・22日・23日（《番組特集》「クリスマスメニュー」講師）[85]、2000年12月21日・22日・23日・25日（《番組特集》「クリスマスメニュー」講師）[86]、2001年4月 - 2001年9月（隔週土曜・「かんたんおいしいフレンチ」講師）[87]、2001年12月22日・24日・25日（《番組特集》「クリスマスメニュー」講師））[88]
- 河合真理（1997年10月 - 1998年3月（隔週土曜・「週末はみんなで!」講師）[89]
- 小川晴子（1998年4月 - 9月）隔週土曜・「週末はみんなで!」講師[90]
- カルミネ・コッツォリーノ（1998年6月 - 9月）隔週土曜・「お菓子」講師[91]
- 小川聖子（1998年12月21日・22日・23日・24日、1999年4月 - 2014年3月、2017年1月 - 2月（土曜・講師））
- ☆中村成子（1999年4月 - 9月（隔週土曜・「週末はみんなで!」講師）[92]、2001年12月26日・27日・28日・29日・31日（《番組特集》「お正月のお祝い料理｣講師））[88]
- モーリス・ジャン カールトン（1999年4月 - 9月（隔週土曜・「お菓子」講師）[93] 1999年12月24日・25日《番組特集》「クリスマスのお菓子」講師）[85]
- 葛西由利（1999年10月 - 2001年3月[94]、2001年6月 - 2001年7月[95]、2001年10月 - 2003年3月（隔週土曜・「お菓子」講師））[96]
- ウー・ウェン（1999年10月 - 2001年3月（隔週土曜・「おいしい北京の食卓」講師）[97]、2002年10月 -2003年3月（隔週土曜・「おいしい北京の食卓」講師）[98]・2003年3月29日・31日（《番組特集》「春休み親子クッキング」講師）[99]
- 倉持光江（2000年4月 - 2003年3月）[100]
- 谷部金次郎（2000年12月26日・27日・28日・29日・30日（《番組特集》「お正月のお祝い料理」講師）[101]、2002年12月31日（「年越しそば」講師）[102]、2003年3月27日・28日（《番組特集》「春休み親子クッキング」講師））[103]
- ピエール・エルメ（2001年4月 - 5月）隔週土曜・「お菓子」講師[104]
- 久保香菜子（2001年8月 - 9月）隔週土曜・「和風のお菓子」講師[105]、（2002年12月26日・27日・28日・30日（《番組特集》「手軽に作れる お正月料理」講師））[106]
- 松田美智子（2002年4月 - 9月（隔週土曜・「週末は野菜をたっぷり!」講師）[107]
- 山本道子（2002年12月23日・24日・25日（《番組特集》「クリスマス料理｣講師））[108]
- 藤井恵（2003年3月24日・25日・26日（《番組特集》「春休み親子クッキング」講師）[99]

#### アシスタント
いずれも日本テレビアナウンサー。
現在
- 川畑一志（2018年11月15日 - [109]）
- 杉原凜（2021年6月12日 - [110]）
- 大町怜央（2021年6月26日 - [110]）
- 杉野真実（2023年8月10日 - ）
- 滝菜月（2024年7月22日 - ）

過去
- 徳光和夫[3]
- 山本園子[† 50]（1969年4月 - 1978年3月、1983年8月 - 1993年3月）
- 荻原弘子[† 51]（1978年4月 - 1983年7月）
- 斉木かおり（1993年4月 - 1994年3月）
- 山王丸和恵（1994年4月 - 1999年4月3日）
- 馬場典子（1999年4月5日 - 2010年3月27日、2012年1月4日 - 6月23日[† 52]）
- 高橋雄一（2003年4月1日 - 2011年7月2日）
- 森麻季（2010年4月19日 - 2011年12月31日）
- 安村直樹（2014年2月13日・14日・15日・19日・20日・21日・22日・27日・28日、2014年3月1日・6日・7日・8日・13日・14日・15日） [† 53]）
- 小熊美香（2012年7月2日 - 2017年5月30日[111]）
- 山本紘之（2017年1月12日 - 2018年10月19日 [112]）
- 佐藤真知子（2017年6月5日[113] - 2021年5月7日[110]）
- 寺島淳司（2012年1月11日 - 2021年5月14日[110]）
- 辻岡義堂（2022年7月2日 - 23日）
- 石川みなみ（2022年7月2日 - 30日）
- 岩本乃蒼（2020年4月13日 - 2023年6月17日[114]）
- 杉上佐智枝（2017年5月6日[113] - 2023年7月14日）
- 尾崎里紗（2023年11月27日 - 2024年6月28日）

### スタッフ（日テレ版）
現在
- 技術：岩本茂、高田憲一
- 美術：上條宏美
- 料理スタッフ：秋元紀子、黒田月季、永田恵美、桜井美玲、本明和子
- スタイリスト：二野宮友紀子
- フロアディレクター：姫沼年克
- 制作進行：小野頼子
- ディレクター：斉藤晴子、香山直美、戸叶光子、金澤瑞、佐藤穂波、姫沼年克、佐藤啓成
- プロデューサー：蔭山彩
- チーフプロデューサー：藤森和彦
- 制作協力：AXON
- 製作著作：日本テレビ

過去
- 技術：今泉雅晴、遠藤裕二
- 美術：乾友一郎
- 美術プロデューサー：平岡真穂
- ディレクター：松本真理、児玉由美子、片岡由理
- プロデューサー：初代中村壽美子(1963-1995) 渡辺満子→山口香代→黄木美奈子→町尻具宗→首藤由紀子→平井杏奈→水野葉子→井原亮子、山本由緒→山本めぐ→清水真美子（清水→以前はプロデューサー→統轄プロデューサー）
- チーフプロデューサー：中村壽美子 福地聡→脇山浩一→富永有一→関健一→三浦俊明→倉田忠明

### テーマ曲（日テレ版）
テーマ曲は、イェッセル作曲「おもちゃの兵隊の観兵式」（おもちゃの兵隊のマーチ）。1998年4月からCBC・日本テレビの2局体制になった後はCBC同様、オープニング・エンディングの背景映像も全面刷新。これ以降のエンディングは伊東たけしのオカリナ演奏による別アレンジ版となっている。なお2022年12月7日から毎週水曜の「プラスエコの日」ではオープニング・エンディング共にアコースティックアレンジバージョンが使用される。
日本テレビの番組プロデューサーが当時の交際相手（後に結婚）との間で候補に挙げたのがこの曲だったとしている。

### ネット局（日テレ版）
NNN・NNS系列で放送。ただし、同一放送圏内のJNN系列局でCBCテレビ版を放送している地域では放送しない。

#### 現在
| 放送対象地域   | 放送局                  | 放送日時                                     | 備考              |
| -------------- | ----------------------- | -------------------------------------------- | ----------------- |
| 関東広域圏     | 日本テレビ（NTV）       | 月曜 - 土曜 11:45 - 11:55                    | 制作局            |
| 青森県         | 青森放送（RAB）         | 月曜 - 土曜 11:45 - 11:55                    | [ † 54 ] [ † 55 ] |
| 秋田県         | 秋田放送（ABS）         | 月曜 - 土曜 11:45 - 11:55                    |                   |
| 山形県         | 山形放送（YBC）         | 月曜 - 土曜 11:45 - 11:55                    | [ † 54 ]          |
| 山梨県         | 山梨放送（YBS）         | 月曜 - 土曜 11:45 - 11:55                    |                   |
| 富山県         | 北日本放送（KNB）       | 月曜 - 土曜 11:45 - 11:55                    |                   |
| 福井県         | 福井放送（FBC）         | 月曜 - 金曜 11:20 - 11:30 土曜 10:20 - 10:30 | 先行ネット        |
| 近畿広域圏     | 読売テレビ（ytv）       | 月曜 - 土曜 11:45 - 11:55                    |                   |
| 鳥取県・島根県 | 日本海テレビ（NKT）     | 月曜 - 土曜 11:45 - 11:55                    | [ † 54 ]          |
| 広島県         | 広島テレビ（HTV）       | 月曜 - 土曜 11:45 - 11:55                    |                   |
| 山口県         | 山口放送（KRY）         | 月曜 - 土曜 11:45 - 11:55                    | [ † 54 ]          |
| 徳島県         | 四国放送（JRT）         | 月曜 - 土曜 11:45 - 11:55                    |                   |
| 香川県・岡山県 | 西日本放送（RNC）       | 月曜 - 土曜 11:45 - 11:55                    |                   |
| 愛媛県         | 南海放送（RNB）         | 月曜 - 土曜 11:45 - 11:55                    |                   |
| 高知県         | 高知放送（RKC）         | 月曜 - 土曜 11:45 - 11:55                    |                   |
| 福岡県         | 福岡放送（FBS）         | 月曜 - 土曜 11:45 - 11:55                    |                   |
| 長崎県         | 長崎国際テレビ（NIB）   | 月曜 - 土曜 11:45 - 11:55                    | [ † 57 ]          |
| 鹿児島県       | 鹿児島読売テレビ（KYT） | 月曜 - 土曜 11:45 - 11:55                    |                   |

- EPGのタイトルは、「キユーピー3分クッキング この日の料理名」と表示される。

#### 過去
| 放送対象地域 | 放送局              | 備考 |
| ------------ | ------------------- | --- |
| 宮城県       | 仙台放送（OX）      | 1975年6月28日打ち切り 後に東北放送においてCBCテレビ版の放送開始 1970年9月までは日本テレビ系列とのクロスネット局 |
| 福岡県       | テレビ西日本（TNC） | 1964年9月打ち切り 1969年4月に福岡放送で日本テレビ版の放送再開 放送当時は日本テレビ系列局                        |
| 長崎県       | テレビ長崎（KTN）   | 1991年3月29日まで 1991年4月1日に長崎国際テレビへ放映権移行 1990年9月までは日本テレビ系列とのクロスネット局      |
| 鹿児島県     | 鹿児島テレビ（KTS） | 1994年3月31日まで 1994年4月1日に鹿児島読売テレビへ放映権移行 1994年3月までは日本テレビ系列とのクロスネット局    |

### その他（日テレ版）
- 1956年12月から大阪テレビ→朝日放送（ラジオ東京テレビ系列・日本テレビ系列のクロスネット局→ラジオ東京テレビ系列(後のTBS系列)→NETテレビ系列（現在のテレビ朝日系列）。現：朝日放送テレビ）で放送されていた『料理手帖』では、週1回のスポンサーであった。
- 上述の『料理手帖』のスポンサーがキユーピーであったためなのか、読売テレビがネット局である近畿地区で『キユーピー3分クッキング』のネットを開始したのは1974年4月1日からである[116][† 58]。ただし、この時点では『料理手帖』は放送を継続しているがキユーピーがスポンサーであったかは不明である[† 59]。
- かつて「ANNニュースライナー」をネットしていた福井放送や日本海テレビでは10:50 - 11:00に先行ネットしていた。振り出し局が存在したのか個々に放送していたのかは不明。
- 番組初回のレシピは山口県下関市を発祥とする「とんちゃん鍋」だった[3]。
- 1995年8月17日（日本テレビでの放送日）に放送10000回を迎えた。この回は公開録画で、レシピは「ハンバーグとポテトサラダ」だった[117]。
- 1995年に「33年間世界一長い期間放送されている一社提供で同一プロデューサー(中村壽美子)の料理番組」としてギネス世界記録に認定された。CBCテレビ版のほうが先に放送を開始しているが同一プロデューサーではない。[118]。なお、NHKの『きょうの料理』はNTV・CBC版よりも早い1957年11月4日に放送開始しており、同番組についても後に「テレビ料理番組の最長放送」としてギネス世界記録に認定されている[119]。
- 2009年10月から馬場が後番組の『おもいッきりDON!』（2010年3月29日 - 2011年3月25日は『DON!』）に出演していた。これにより当番組降板の2010年3月までは担当番組が連続して放送される状況となっていた。
- 50年の長きに亘って日本の食の伝統を守り次世代につなげていく姿勢、番組テキスト・インターネット・スマートフォンのアプリなどテレビ番組のメディアミックスの先駆者である点が評価され、日本テレビスタッフに対し2013年度の放送ウーマン賞が贈られた[120]。
- 2019年度グッドデザイン賞・ロングライフデザイン賞をテレビ番組で初めて受賞。製作局である日本テレビやCBCテレビではなく、スポンサーであるキユーピーに対して賞が贈られている。

## CBC・日テレ以外の自社制作版
かつてはCBC版・日テレ版をネットせずに、自社制作版を放送していた局があった。
カッコ内は現在の放送対象地域と系列。
- 北海道放送（北海道、TBS系列） - 季節感や食文化の違いなどから、1963年10月から1998年までHBC自社制作で放送していた[121]。テーマ曲はCBCテレビ版と同様「恋とはどんなものかしら」であった。1998年4月改編期にCBCテレビ版ネットへ切り替えた。
- 東北放送（宮城県、TBS系列） - 1975年6月28日を以ってフジテレビ系フルネット局化後も日本テレビ版を放送していた仙台放送のネットが打ち切られ、同年6月30日からTBCが季節感や食文化の違いなどから、自社制作で放送するようになった。自社制作打ち切り後にCBCテレビ版をネットするようになった。
- 九州朝日放送（福岡県、テレビ朝日系列） - 日本テレビ版をネットしていたテレビ西日本のフジテレビ系列へのネットチェンジに伴い、1964年10月から福岡放送開局前の1969年3月まで自社で制作・放送していた。
- 琉球放送（沖縄県、TBS系列） - かつては季節感や食文化の違いなどから、自社制作で放送していた[† 60]。後にCBCテレビ版をネットするようになった。
- 基幹局にあたる大阪と広島では一度も自社制作を放送していた時期がない。

## ネット配信
- 日本テレビ版に関しては、番組ホームページにて当日放送分及び一週間分の放送分動画を見ることができる。過去動画はHuluで配信されている。
  - かつては、番組ホームページ内で過去の動画の中からテーマ別に数点配信を行っていたが、日テレオンデマンド（2013年3月までは第2日本テレビ→日テレオンデマンド ゼロ）内でレシピ動画が見放題になる月額300円（税別）の有料コースが開設されたことにより終了している。また、第2日本テレビに「魂の料理店 味と舌」というコーナーが設けられたことがあり、そこでもテーマ別配信を行っていた。
  - 日テレオンデマンドでは、無料視聴可能な当日放送分及び一週間分の放送分動画と有料コースの「3分クッキング月額300円(税抜)コース」を配信していたが、2019年6月28日に有料コースの発売を終了している[122][123]。
- CBCテレビ版に関しては、2010年4月の番組ホームページのリニューアルにあわせ、ネット配信をスタート。2010年4月5日放送分より当日放送分および一週間分の放送分動画を見ることができる。過去動画はParaviで配信されている。
- 放送対象地域の被りなく放送する企画ネット番組であることから、両バージョンの同時相互配信にあたるためか、TVerやGYAO!といった複数の放送局の番組を見逃し無料配信するサービスにおいては、テキスト連動形のテレビ料理番組で唯一配信されていない。

### スマートフォン用アプリ
日本テレビ版では、スマートフォン向けのアプリケーションが2011年2月から 無料配信されていた。その週に放送される料理のレシピをまとめた「今週のレシピ」、過去放送された中からその季節にちなんだ物を紹介する「旬のとっておき」、旬の食材毎にまとめた「カテゴリ（春・夏・秋・冬）」、そしてキッチンタイマー機能が搭載されている。対応OSは、iOS 4.2以降とAndroid 2.1以上およびKindle Fire HD。
2012年3月からは、au向けのauスマートパス会員専用アプリも提供され、同アプリおよびプレミアム会員に限り作り方の動画も視聴できるようになった。さらに同年8月からは有料のプレミアムコンテンツも開始され、プレミアム会員およびauスマートパス向けの番組スタッフ監修の料理教室がアプリ内で開始された。なお、FlashPlayer非搭載端末で動画視聴を行う場合、別途無料で配布されている「日テレプレーヤー」が必要になる。
2014年9月30日に アプリの配信を終了したのに伴い、有料のサービスもすべて終了となった。

## テキスト
- 日本テレビ版のテキストは、定期購読受付の他に全国の書店でも販売されている[† 61]。創刊当初は季刊、その後1983年4月から2003年3月までは隔月刊であったが、2003年4月からは月刊となった。電子書籍版テキストもあり、ブックウォーカー・Kindle・楽天kobo・MAGASTORE・紀伊國屋書店Kinoppyなどで発売されている。なお、2014年5月号で版元が日本テレビ出版部からKADOKAWA（角川マガジンズブランド）へ移行したが、事業再編に伴い関連会社の毎日が発見へ再移行している[126]。
- CBCテレビ版のテキストは、2017年6月までは電話・FAX・インターネットいずれかの方法で申し込む「定期購読」のみの扱いで、書店では販売されていなかった[† 62][† 63]。2009年11月にCBCラジオ（当時は中部日本放送のラジオ部門、現在は同社の子会社＝CBCテレビの兄弟会社）でのみだがCMが流れたことがある[† 64]。2017年7月号から日本テレビ版と同じ月刊となり[127]、版元も同じKADOKAWA（角川マガジンズブランド）→毎日が発見へ移行した。

## 日本テレビ版の関連書籍（1970年～）
- 「3分クッキング 第1集」共著：堀江泰子、滝口 操（日本テレビ放送網、1970年）
- 「3分クッキング 第2集」共著：堀江泰子、滝口 操（日本テレビ放送網、1971年）
- 「3分クッキング 第3集」共著：宮本三郎、山口愛子（日本テレビ放送網、1972年）
- 「3分クッキング 第4集」共著：宮本三郎、山口愛子（日本テレビ放送網、1973年）
- 「お菓子のアトリエ:3分クッキング」著：中城裕美（日本テレビ放送網、1981年）
- 「魚のおかず:3分クッキングヒット料理集」（日本テレビ放送網、1982年）
- 「肉のおかず:3分クッキングヒット料理集」（日本テレビ放送網、1982年）
- 「野菜・豆腐・卵のおかず:3分クッキングヒット料理集」（日本テレビ放送網、1982年）
- 「ごはんとめん料理:3分クッキングヒット料理集」（日本テレビ放送網、1983年）
- 「酒の肴:3分クッキングヒット料理集」著：鈴木登紀子（日本テレビ放送網、1983年）
- 「江上栄子の洋風おかず:3分クッキングヒット料理集」著：江上栄子（日本テレビ放送網、1985年）
- 「滝口 操の日本型おかず:3分クッキングヒット料理集」著：滝口 操（日本テレビ放送網、1985年）
- 「テレビのお菓子:3分クッキング」著：葛西麗子（日本テレビ放送網、1985年）
- 「キッチン道具100図鑑:毎日、おいしい、「3分クッキング」」著：中村寿美子（日本テレビ放送網、1987年）
- 「お菓子工房より:3分クッキング」著：葛西麗子（日本テレビ放送網、1988年）
- 「テレビの人気おかず:365日の献立」（放送30周年記念増刊号）（日本テレビ放送網、1993年）
- 「やっぱり野菜のおかず」（日テレムック.3分クッキングMOOKシリーズ;No.2）（日本テレビ放送網、1998年）
- 「ニューフェイスの定番おかず」（日テレムック.3分クッキングMOOKシリーズ;No.3）（日本テレビ放送網、1998年）
- 「強～い味方 人気のおかず」（日テレムック.3分クッキングMOOKシリーズ;No.4）（日本テレビ放送網、1999年）
- 「3品クッキング 秋冬の献立」（日テレムック.3分クッキングMOOKシリーズ;No.5）（日本テレビ放送網、1999年）
- 「テレビの人気おかず:365日の献立」〈改訂版〉（日テレムック.3分クッキングMOOKシリーズ;No.6）（日本テレビ放送網、2000年）
- 「はじめての3分クッキング:かならずおいしく作れる:永久保存版」料理：牧 弘美、牧 マサミ（日テレムック.3分クッキングMOOKシリーズ;No.7）（日本テレビ放送網、2000年）
- 「3品クッキング 春夏の献立」（日テレムック.3分クッキングMOOKシリーズ;No.8）（日本テレビ放送網、2000年）
- 「はじめてのかんたんクッキング」（日テレムック.3分クッキングMOOKシリーズ;No.9）（日本テレビ放送網、2000年）
- 「葛西由利のお菓子ファイル48」著：葛西由利（日テレムック.3分クッキングMOOKシリーズ;No.10）（日本テレビ放送網、2001年）
- 「シェフカルミネさんに教わるはじめてのイタリアン」料理：カルミネ・コッツォリーノ、藤沼由美子（日テレムック.3分クッキングMOOKシリーズ;No.11）（日本テレビ放送網、2001年）
- 「お休みの日には保存食を作ろう」著：中村成子（日テレムック.3分クッキングMOOKシリーズ;No.12）（日本テレビ放送網、2001年）
- 「3分クッキング大好きおかず 365日の献立」（日テレムック.3分クッキングMOOKシリーズ;No.13）（日本テレビ放送網、2002年）
- 「おいしい洋食:簡単にできる」著：鮫島正樹（日テレムック.3分クッキングMOOKシリーズ;No.14）（日本テレビ放送網、2003年） などがある。

CD・DVD
- CD・DVD：1997年6月にオムニバス・アルバム『キユーピー3分クッキング with Classics』がファンハウスから発売された。全3巻、いずれも1曲目に「おもちゃの兵隊のマーチ」のテレビバージョンが入っており、フルコーラスだったためオープニングと同じバージョンだったエンディングの部分も聴ける形だった。同じくラスト2曲目には当時CBCテレビ版のテーマ曲だった「恋とはどんなものかしら」も収録されているが、こちらはテレビでの電子アレンジとは異なるバージョンが収録されているのみである。
- 2002年に日本テレビ版のDVDがavex traxから発売された（全11巻）。

## 本番組における補足
- 1985年2月4日放送の日本テレビ版で、当時出演していたレギュラー講師・麻生鈴子の番組内での言葉遣いについて、視聴者からの苦言があった[128][† 65]。
- 日本テレビ版にてアシスタントを務めていた山本園子は、1990年頃に日本テレビ版のアシスタントをしつつ、女優活動として舞台に出演をしていた[129][† 66]。
- 土曜日の放送は、両バージョン共、月毎に素材や料理にテーマを絞った[† 67] 内容を放送する。なお、日本テレビ版では土曜日に下記のような特別企画を行うことがある。
  - 2021年より、8月の土曜日放送分は夏休み特別企画として、料理家の親子で一緒に料理を作って楽しめる『夏の親子クッキング』として放送している[130][131]。
  - 2022年10月の土曜日放送分では、レギュラー講師の自宅で収録した内容を放送していた[132]。
  - 2023年1月21日の日本テレビ版では、この日で放送開始からちょうど60周年を迎えた事から、特別企画として、第1回放送分の料理「とんちゃん鍋」をアレンジした「とんちゃん鍋エスニック風」を放送した。
- スポンサーであるキユーピーからCBCテレビと日本テレビに対して、自社製品を使うように要請はしておらず、特定の記念日[† 68] に合わせた食材の使用をリクエストしている程度だとしている[115]。
- 両バージョンともに字幕放送、ハイビジョン制作を実施している[† 69]。また、CBCテレビ版は1990年代中期頃から、日本テレビ版は2011年8月8日の放送から、それぞれステレオ放送を行っている。さらに、日本テレビ版では、2015年9月1日から、副音声による解説放送も行っている。
- 新聞の番組欄では基本的に「3分料理」と表記されるが、当日放送される献立名が表記されることもある。
- 2004年6月8日にキユーピーと三菱商事の合弁企業であるサラダクラブで不法就労が発覚したことを受け、CMを自粛し、ノンスポンサーとなり、翌日から7月17日にかけてACジャパン（当時：公共広告機構）に差し替えとなり、オープニングやエンディングも番組タイトルから"キユーピー"のロゴを外した形で放送された[133]。
- オープニングとエンディングの映像は、現在は両バージョン共通であるが、タイトルロゴ[† 70] が異なる[3]。
  - 2010年7月1日の放送で7年ぶりとなるリニューアルを行い、キユーピー人形が野菜をモチーフにしたキャラクター“ヤサイな仲間たち”と踊る「キッチンダンス」篇となった[134]。
  - CBCテレビ版は2012年12月3日より、日本テレビ版は2013年1月21日より、それぞれオープニング・エンディングが放送開始50周年記念の「おもてなしママキユーピー」篇に切り替えられた。1年間限定で使用され、2014年4月現在は「キッチンダンス」篇の第2弾が使用されている。
  - 日本テレビ版の2014年5月2日放送分は、オープニングとエンディングにももいろクローバーZが出演し、キユーピーちゃんとコラボレーションダンスを披露した。これは2014年5月2日放送のスペシャルドラマ『悪夢ちゃんスペシャル』と5月3日公開の映画『悪夢ちゃん The 夢ovie』のキャンペーンとして、宣伝プロデューサーに起用されたももいろクローバーZの日本テレビ1日ジャックの一環であり、1日限定での放送となった[135]。
  - 番組放送60周年を迎えることから2023年1月4日放送分からオープニング・エンディング映像のリニューアルを実施した。振付師のakaneが演出を担当する[136]。
- 全国で放送されているが、両バージョンを同時に放送している都道府県はない。ただし県境付近での直接受信やケーブルテレビで両バージョンを視聴できる地域もある。
  - 前述の事情から放送されていない佐賀県を除く都道府県でいずれかのバージョンが放送されている[3]。また、前述のとおり、当日放送分および一週間分の放送分動画配信は両バージョンとも視聴可能。後述の東北地方太平洋沖地震（東日本大震災）に伴う放送休止期間中も、両バージョン共にネット配信は通常通り行っている。
- 2013年には放送50周年記念特番が、CBCテレビ版は2月24日（日曜）16:00 - 16:54に、日本テレビ版は3月2日（土曜）10:30 - 11:25（『土曜ロータリー』枠）に、それぞれ1時間枠で通常のCBCテレビ版・日本テレビ版と同じネット局で同時刻[† 71] に放送された。

CBCテレビ版：ゲストに安めぐみと小倉優子を迎え、『家庭料理のお悩み解決!おいしいコツがわかるんです!!』と題して放送した。
日本テレビ版：進行役に羽鳥慎一、ゲストに矢口真里、平岡祐太、菊川怜を迎え、『50周年分の愛情手料理から選ぶ!春満喫のベストレシピスペシャル』と題して放送した。
- 2013年3月1日には、番組放送50周年を記念したレストラン「キユーピー3分クッキング 南青山三丁目キッチン」を1年間限定で、東京都港区の246 COMMON Food Cart & Farmer's Market内にオープンした。
- 日本政府による新型コロナウイルスに関する緊急事態宣言が2020年4月16日夜に全国に発出された事に伴い、日本テレビ版では、2020年4月20日から5月23日まで、『特別編』として、過去に放送された内容を放送（事実上の再放送）していた。なお、講師の石原洋子については、緊急事態宣言全面解除および県境を跨いだ移動自粛制限解除後も、しばらくの間リモート出演を続けていた。
- 2022年5月30日から6月4日まで、日本テレビ版では同局系のキャンペーン企画『GOOD FOR THE PLANET』（グップラ）に沿った内容で放送した。これは、キユーピーがグップラの協賛スポンサーとして参加しているためである[137]。
- 世帯平均人数が減少していることやフードロスをなくす観点を踏まえて、2022年10月3日放送分のレシピより、4人分だった材料が2人分に変更された[115]。
- 2022年12月7日放送分から毎週水曜日を『プラスエコ』の日として、CBCテレビ版・日本テレビ版共にエコレシピを紹介している[115]。また、オープニング・エンディングムービーアニメとテーマ曲も、他曜日とは異なるバージョンが使われる[† 72]。
- 2023年8月14日から25日までの日本テレビ版の平日放送分は、夏休み特別企画として、埼玉県深谷市の「深谷テラス ヤサイな仲間たちファーム」で収録したものを放送した。

## 番組が休止された事例

### 災害による影響

#### 阪神・淡路大震災（1995年）
- 1995年1月17日と18日の2日間にわたり、兵庫県南部地震（阪神・淡路大震災）関連のJNN・NNN報道特番が組まれていた関係で、当該日のCBCテレビ版・日本テレビ版は双方とも放送が休止となった。

#### 東日本大震災（2011年）
東北地方太平洋沖地震 （東日本大震災）の影響で、次のような対応がされた。
- 2011年3月12日から3月26日の間、CBCテレビ版・日本テレビ版ともに東北地方太平洋沖地震（東日本大震災）関連のJNN・NNN報道特番が組まれているため放送休止となった（ただし当該日放送予定分の内容は両バージョン共に番組サイト内で動画配信を実施）。
- CBCテレビ版ネット局では『ひるおび!』（TBSテレビ制作）を11時から全編放送可能な編成を取っていた（一部地域は11:00 - 11:30の部を自社制作特番に差し替え）。加えて土曜は「王様のブランチ」（TBSテレビ制作）がCBCテレビ版ネット局の一部で4時間半フルネットとなっていた。
- 2011年3月28日よりCBCテレビ版は通常放送を再開したが、津波被害が特に甚大な岩手（IBC岩手放送(以下、IBC)）・宮城（東北放送）・福島（テレビユー福島）の3県3局は震災関連情報を優先させる必要性から、2011年4月2日まではCBCテレビ版の同時ネットが行われなかった[† 73]。
- 2011年4月4日からはIBC・東北放送・テレビユー福島もネット受けを再開。これにより本編はJNN13局での通常放送に戻ったが、CMは震災被災地の食糧事情に配慮してキユーピーではなく全てACジャパンに差し替えられた[† 74]。
- 日本テレビ版ネット局では、平日は『NNNストレイトニュース・拡大』（日テレNEWS24制作）を代替番組扱いで放送（当番組日本テレビ版非ネット局も同様）。ただ、福井放送は『ストレイトニュース・拡大』をネットせず、通常時同様『ワイド!スクランブル・第1部』（テレビ朝日制作）を11:45 - 11:55に（内包番組『ANNニュース』のみ）部分ネットした。ただし、3月15日に限りノンスポンサー（CMは全てACジャパンに差し替え。）で『3分クッキング』（3月12日の振替分）が通常通り放送された。また、3月26日は代替番組『土曜日のおやつ』を放送した（ノンスポンサー。CMは全てACジャパンに差し替え。番組フォーマットは『3分クッキング』とほぼ同じ）。2011年3月28日からは全ネット局（NNN18局）で通常放送を再開した。
- さらにその後、被災地の食糧事情が回復したことが確認できたことにより、5月1日夜の『ホンネ日和』（CBC発・TBS系28局ネット）より本番組以外のキユーピーの各提供番組でのCM・提供クレジット再開と同時に、5月2日放送分よりIBC・東北放送・テレビユー福島でも提供クレジット・CMを再開した[† 75]。

#### 熊本地震（2016年）
- 2016年4月16日未明に発生した平成28年熊本地震の本震による報道特別番組放送の為、熊本放送がネットしていたCBCテレビ版では、4月16日（土曜）の放送を休止した。なお、日本テレビ版は、通常通り放送[† 76]。

#### 台湾花蓮地震（2024年）
- 2024年4月3日に発生した台湾花蓮地震にともない沖縄県に津波警報を発表したことから、琉球放送がネットしているCBCテレビ版のみ放送を休止。その日以降の放送予定のレシピはそれぞれ翌日に放送し5日放送予定分は動画配信のみとなった。なお、日本テレビ版は通常通り放送。

#### カムチャツカ半島地震 （2025年）
- 2025年7月30日に発生したロシアカムチャツカ半島地震にともない太平洋沖に津波警報を発表したことから、CBCテレビ版・日本テレビ版ともに放送休止。その日以降の放送予定のレシピはCBCテレビ版では当日と翌日放送分はそれぞれ1日スライドし翌月1日放送予定分は動画配信のみとなり、日本テレビ版では当日放送分は翌日に、翌日放送分は翌月13日に放送。

### 災害以外の事由による影響
- 2019年4月1日は新元号（令和）発表に伴うJNN・NNN報道特別番組が組まれた関係で、当該日はCBCテレビ版・日本テレビ版の双方共に放送が休止となった。
- 2019年4月30日・5月1日のCBCテレビ版は、前者が前天皇（現：上皇）退位関連、後者が天皇即位関連のJNN報道特別番組が組まれた関係で放送が休止となった（日本テレビ版は通常通り放送[† 77]）。
- 2021年7月28日・7月30日・8月3日・8月5日のCBCテレビ版は「東京オリンピック」（TBSテレビ制作）中継のため休止。
- 2021年7月27日・8月5日・8月7日の日本テレビ版は「東京2020オリンピック」中継のため休止。
- 2022年2月8日・2月10日の日本テレビ版は「北京オリンピック2022」中継のため休止。
- 2022年2月14日のCBCテレビ版は「北京オリンピック」（TBSテレビ制作）中継のため休止。
- 2023年3月21日のCBCテレビ版は「ワールド・ベースボール・クラシック（WBC）準決勝 「日本×メキシコ」戦」（TBSテレビ制作）中継のため休止。野球日本代表の結果次第で放送があるかどうかが不定だったため、この日の放送分の収録は予定通り行われ、番組ホームページにレシピを、CBCテレビの公式YouTubeアカウントに放送動画をそれぞれ掲載した[138]。
- 2023年5月19日は広島テレビのみ、同局の放送エリアである広島市で第49回先進国首脳会議（G7広島サミット）が開催されるのに伴い、特別番組『テレビ派 G7広島サミットSP』を放送した関係で本番組の放送を休止した。同局の公式Twitterでは日本テレビの本番組公式ホームページの動画配信での代替視聴を案内した[139][† 78]。